# Cajazeirinhas
Cajazeirinhas este un oraș în Paraíba (PB), Brazilia.